# (4034) Vishnu
(4034) Vishnu es un asteroide perteneciente a los asteroides Apolo descubierto por Eleanor Francis Helin el 2 de agosto de 1986 desde el observatorio del Monte Palomar, Estados Unidos.

## Designación y nombre
Vishnu recibió inicialmente la designación de 1986 PA.
Más tarde, en 2011, se nombró por Visnu, un dios de la mitología hindú.

## Características orbitales
Vishnu está situado a una distancia media de 1,06 ua del Sol, pudiendo alejarse hasta 1,53 ua y acercarse hasta 0,5891 ua. Su inclinación orbital es 11,17 grados y la excentricidad 0,444. Emplea en completar una órbita alrededor del Sol 398,4 días.
Vishnu es un asteroide cercano a la Tierra que forma parte del grupo de los asteroides potencialmente peligrosos.

## Características físicas
La magnitud absoluta de Vishnu es 18,4. Tiene 0,42 km de diámetro y se estima su albedo en 0,52. Está asignado al tipo espectral O de la clasificación SMASSII.